# 도르곤
아이신기오로 도르곤(만주어: ᠠᡳᠰᡳᠨ ᡤᡳᠣᡵᠣ
ᡩᠣᡵᡤᠣᠨ, 愛新覺羅多爾袞, 1612년 11월 17일(음력 10월 25일) ~ 1650년 12월 31일(음력 12월 9일))은 후금, 청나라 초기의 명장, 정치가이다. 순치제의 섭정왕으로 만리장성을 넘어 중원을 평정했으며, 청 초기의 기반을 다진 인물이다. 작위는 예친왕(和碩睿親王, Hošoi Mergen Cin Wang)이며, 시호는 충(忠)이다. 
후금의 초대 한인 누르하치의 14남이며, 세 번째 정실 효열무황후 아바하이의 소생이다. 청년 시절부터 이복형 홍타이지를 따라 여러 전쟁에서 전공을 세웠으며, 그 공으로 친왕에 책봉되었고, 팔기군 중 정백기와 양백기를 관장하였다. 1643년(숭덕 8년) 홍타이지가 급사하자, 조카이자 홍타이지의 장자 숙친왕 호오거(Hooge, 豪格)와 황위를 놓고 경쟁을 벌였으나, 결국 홍타이지의 9남이던 어린 조카 순치제를 대신 옥좌에 올리고 자신은 섭정왕이 되어 죽을 때까지 사실상의 황제로써 실권을 행사하였다.
이후 명나라가 멸망하고 입관(入關)하여 중원을 차지하였고, 청 제국의 중원 지배를 공고히 하기 위해 노력하였으나, 한편으로는 자신의 권력 강화를 위해 또다른 섭정왕이었던 정친왕 지르갈랑(Jirgalang, 濟爾哈朗)의 실권을 빼앗고, 경쟁자인 호오거 역시 제거하여 옥사케 하였으며, 황부(皇父), 즉 황제의 아버지라 자칭하는 등 순치제의 섭정이란 명분으로 무소불위의 권력을 휘두르다가 1650년(순치 7년)에 죽었다.
사후 황제로 추숭되어 묘호는 성종(成宗)이고 시호는 무덕수원광업정공안민입정성경의황제(懋德修遠廣業定功安民立政誠敬義皇帝)라 올려졌으나, 곧 친정을 개시한 순치제에 의해 묘호와 시호를 포함한 모든 명예를 삭탈당하고 부관참시되었다. 사후 100년이 넘은 1778년(건륭 43년)에 다시 복권되어 친왕의 작위와 시호를 추증받았다.

## 생애

### 어린 시절
1612년 11월 17일 당시 동북 지역 일대에서 세력을 떨치던 건주여진의 추장 누르하치의 14째 아들로 태어났다. 그의 이름 도르곤은 만주어로 오소리를 뜻한다. 도르곤의 어머니는 누르하치의 세 번째 정실, 즉 대복진(大福晉)으로 봉해져있던 울라나라씨였다. 그녀는 이미 어린 나이에 누르하치에게 시집온 이후 줄곧 누르하치의 큰 총애를 받았고 그녀의 자식인 도르곤 형제 역시 덩달아 아버지의 사랑을 받았다. 도르곤이 5살 때인 1616년 1월, 누르하치는 스스로 한이라 칭하며, 1618년 나라 이름을 금(金)이라 정하니 이것이 바로 청나라의 전신인 후금이다. 1626년(천명 11년) 누르하치는 영원성 공격 도중 명나라의 장수 원숭환의 홍이포를 맞고 중상을 입고 얼마 뒤에 세상을 떠났다. 이에 누르하치의 아들들과 조카들은 차기 칸(한)으로 누르하치의 8남이자 도르곤보다 스무 살이 많던 이복형 홍타이지를 옹립하였다. 홍타이지를 비롯한 패륵(貝勒)들은 대복진 울라나라씨에게 순장을 하여 누르하치의 뒤를 따를 것을 강요하였고 결국 울라나라씨는 순장되었다. 도르곤과 그의 형 아지거, 어린 동생 도도는 한 순간에 아버지에 이어 어머니를 잃었으나 홍타이지는 도르곤 형제를 모두 패륵에 봉하여 그들을 달랬고 조정에 출사케 하였다.

### 차하르 몽골, 명나라와의 전투
1628년(천총 2년), 홍타이지는 군사를 몰아 몽골의 차하르를 공격하였는데 이 때, 17세의 도르곤도 종군하였다. 도르곤은 선봉에 서서 차하르의 군사를 대파하였고 1200여명의 차하르인을 생포하는 전공을 세웠다.
이후 1635년(천총 9년) 2월에는 직접 군사를 몰고 몽골을 공략하여 몽골의 마지막 칸 에제이 칸의 항복을 받아내었고 원나라의 옥새를 획득하였다. 이를 계기로 홍타이지는 도르곤을 크게 치하하고 이듬해인 1636년(천총 10년), 국호를 금에서 청(淸)으로 바꾸고 스스로 황제에 올랐다. 도르곤은 그간의 전공으로 화석친왕(和碩親王)에 책봉, 예친왕(睿親王)이라 불리게 되었다.
같은 해에는 조선을 침략하여 병자호란을 일으켰으며 평안도와 황해도, 함경도 지역을 약탈하였다. 이어서 조선의 왕자인 봉림대군과 인평대군, 그리고 세자빈 강씨가 피신해 있던 강화도를 공략하였으나 홍타이지가 엄명을 내려 조선의 왕족들을 살육하지 말라하니 그 명을 쫓아 포격을 하는 대신 성을 겹겹이 포위하였다. 결국 강화를 지키던 봉림대군은 농성을 풀고 도르곤을 성 안으로 영접하였고 도르곤은 대군들과 세자빈 강씨를 사로잡아 남한산성에 숨어있던 조선의 국왕 인조를 압박하였다. 이듬해인 1637년(숭덕 2년, 조선 인조 14년) 1월 30일, 인조는 남한산성에서 나와 삼전도에서 홍타이지에게 삼궤구고두를 올렸다. 전쟁이 끝나자 청군은 조선인 포로와 인삼, 금 등의 공물과 공녀 수백여 명을 사로잡아 수도인 묵던으로 귀환하였다.
1638년(숭덕 3년) 8월, 홍타이지는 도르곤을 봉명대장군으로 삼고 군대를 몰아 명나라를 치게 하였다. 이 때, 홍타이지의 장자이자 도르곤보다 세 살이 많은 조카 버일러 호오거도 도르곤을 따라 종군하였다. 이후 하북성과 산서성의 여러 도시를 공략, 이듬해인 1639년(숭덕 4년) 3월에야 묵던으로 회군하였다. 도르곤은 명나라의 성 36곳을 함락시키고 6곳의 투항을 받아냈으며 12만여 명의 포로를 생포하는 등 전과를 올렸다. 이후 그는 청나라군이 베이징을 점령하는 작전에 투입되었다. 1641년(숭덕 6년)에는 홍타이지의 명을 받고 정친왕 지르갈랑과 함께 10여만의 군사를 이끌고 산해관을 공략하였다. 전선 뒤에서는 황제인 홍타이지도 친히 참전하여 응원군을 이끌고 있었다. 명군에서는 당시 북방의 행정과 병력을 관장하던 계료총독 홍승주(洪承疇)가 송산성에서 지휘하였으나 성이 무너진 후 생포, 투항하였고, 금주성을 지키던 조대수(祖大壽) 역시도 생포하였다. 이로써 명나라는 산해관 이북의 땅을 모두 잃었고 청나라는 요동을 차지하였다.

### 숙질간의 황위 쟁탈

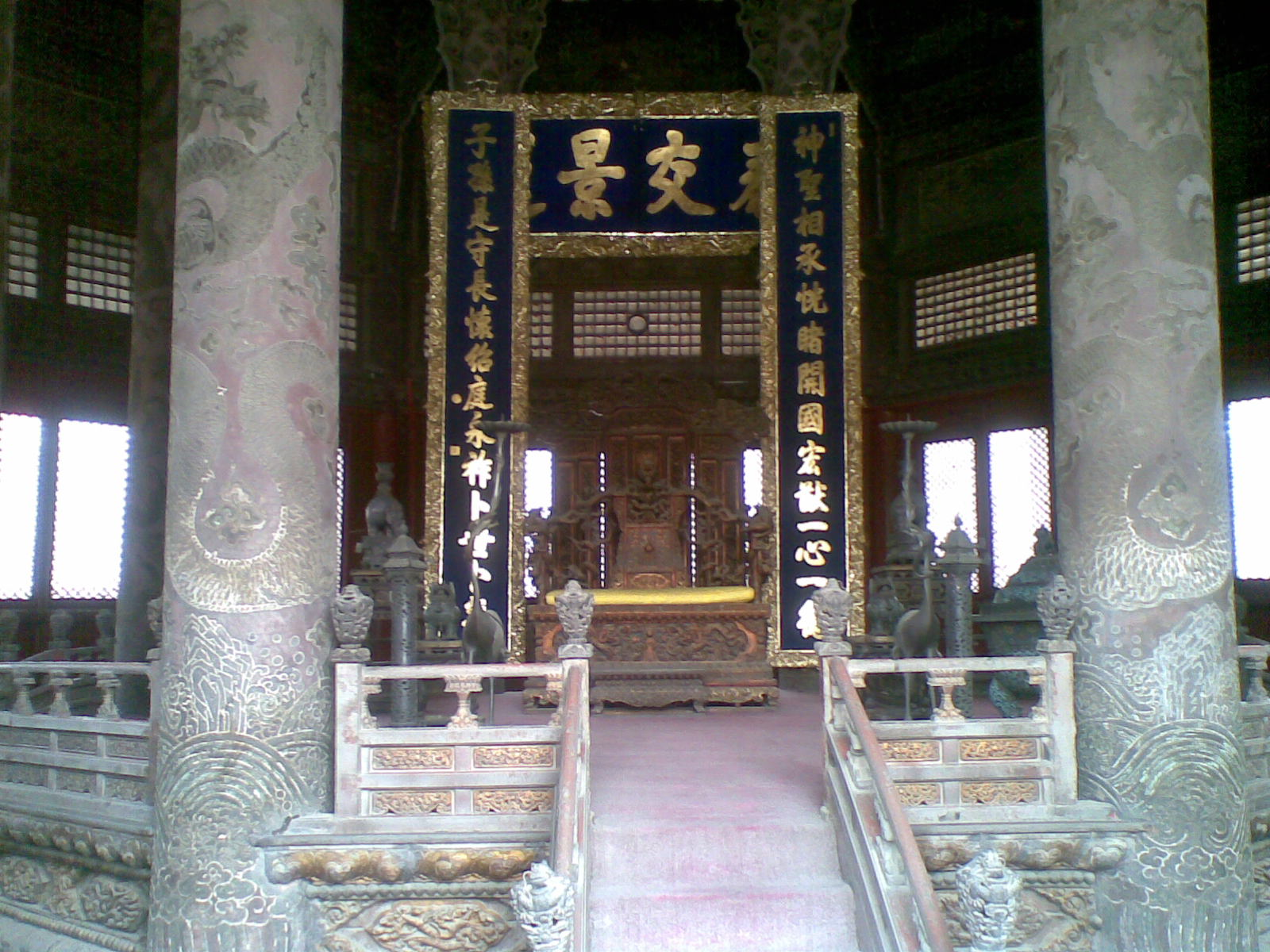
심양고궁 대정전(大政殿)의 옥좌. 예전에는 독공전(篤恭殿)으로 불리었으며 순치제는 이곳에서 즉위하였다.

1643년(숭덕 8년) 9월 21일, 홍타이지는 아무런 유조도 남기지 않은 채 52세의 나이로 급사하였다. 홍타이지는 생전에 아무런 후계자도 정하지 않았기 때문에 조정은 큰 파란에 휩싸이게 되었다. 홍타이지 사후 5일 후에 당시 황족 중 가장 서열이 높았던 누르하치의 차남이자 도르곤의 이복형 예친왕(禮親王) 다이샨은 성경 황궁의 숭정전(崇政殿)에서 의정왕대신회의를 소집하여 다음 황위에 대해 논의하였다. 이 중 도르곤과 도르곤의 조카이자 홍타이지의 장남인 숙친왕 호오거가 각축을 벌였다. 도르곤의 친형 무영군왕 아지거와 동복 아우인 예친왕(豫親王) 도도를 비롯한 당여들은 그의 서열이 호오거보다 위이고 전공 또한 호오거보다 높은데다가 원래 누르하치가 도르곤을 한에 앉히려 하였으나 그 자리를 홍타이지를 비롯한 4대 버일러 가 가로채갔다고 주장하였다.
호오거는 홍타이지가 아들로서 누르하치의 뒤를 이은 것을 전례로 하여 다음 황위도 부자승계로 이어져야 한다고 맞섰다. 당시 도르곤은 팔기군 중 정백기를 거느리고 있었고 그의 동생 도도는 양백기를 관장하며 정백기와 양백기의 지지를 확보하였다. 호오거는 자신이 장관하던 정람기는 물론 홍타이지의 예하 부대였던 정황기와 양황기의 지지를 얻으며 팽팽히 맞서고 있었다. 이 사이에 의정왕대신회의의 의장인 다이샨이 정홍기를, 정친왕 지르갈랑이 양람기를 거느리며 두 세력을 견제하고 있었다.
그러나 도중 다이샨의 아들인 패륵 시오토와 다이샨의 손자인 영군왕 아다리가 몰래 도르곤을 황위에 앉히려 도모하였다가 발각되었다. 이에 의정왕대신회의에서 도르곤을 의심하기 시작하자, 도르곤은 이 사건이 자신과 무관하다고 항변하고 둘을 바로 참형에 처한 후 자신이 황위에 아무런 욕심이 없다는 뜻을 내비쳤다. 그리하여 그는 호오거가 주장하는 부자승계의 예를 따르되 홍타이지의 아홉 번째 아들인 푸린을 대신 황위에 올리고 자신과 중도파인 지르갈랑이 좌, 우 섭정왕으로서 국사를 돌보는 것이 어떻겠냐는 절충책을 내놓았다. 호오거와 다이샨은 이에 동의하였고 그리하여 홍타이지가 붕어한지 17일 뒤인 10월 8일, 6살에 불과한 푸린이 성경의 독공전(篤恭殿)에서 즉위를 하니 이가 순치제이다.

### 명나라의 멸망과 청군의 입관

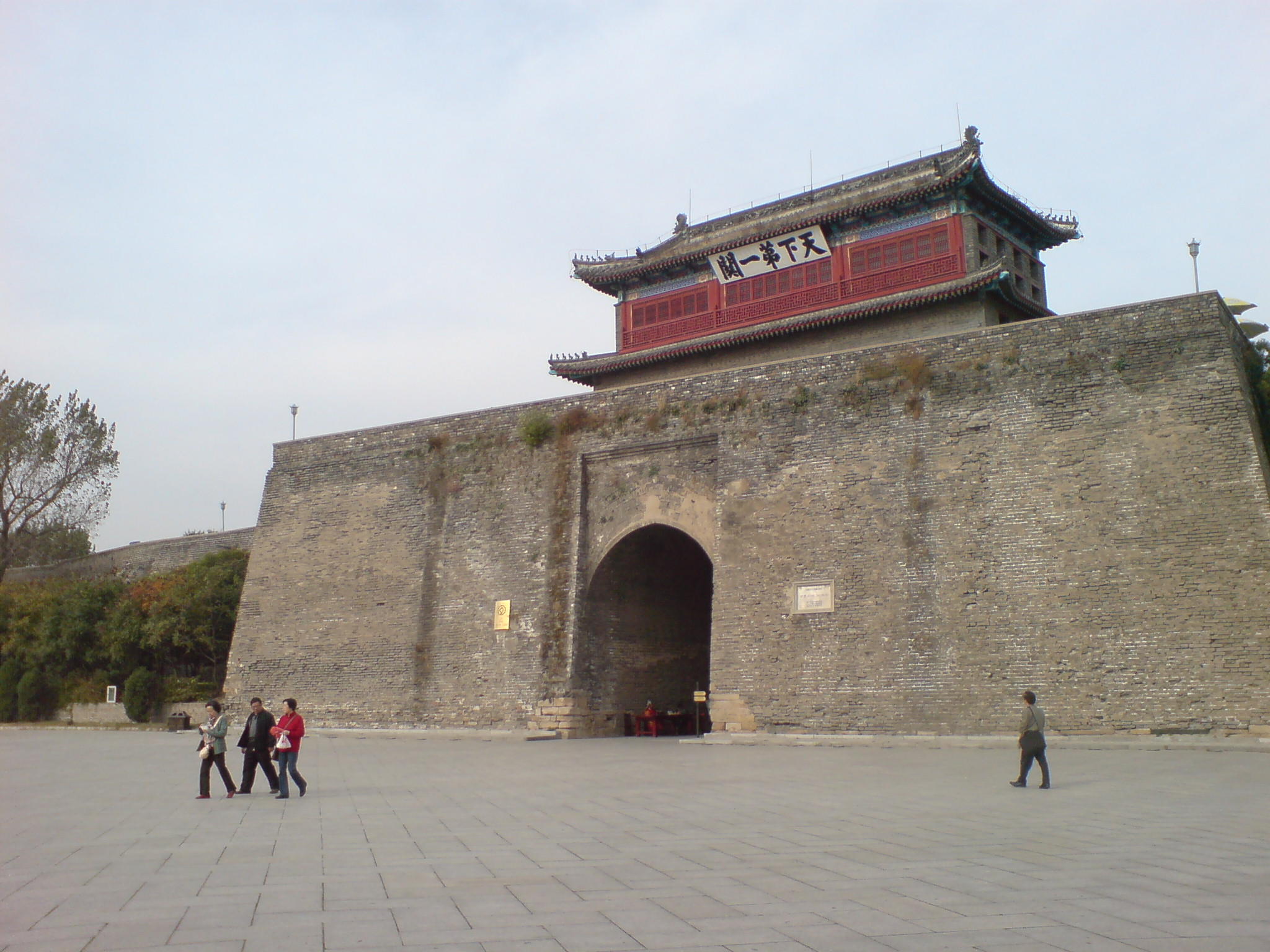
산해관

예친왕 도르곤과 정친왕 지르갈랑은 섭정왕이 되자 친왕, 군왕, 패륵 등의 종친들이 부족 업무를 관장하는 것을 정지시키는 조치를 취하여 순치제 초기의 청나라 조정은 각부 패륵들이 중심이 된 합의정체에서 섭정왕 2인에 의한 통치 체제로 변화되었으며 결과적으로 의정왕대신회의의 권한이 크게 축소되었다. 비록 도르곤은 좌섭정왕으로서 병권을 책임지고, 지르갈랑은 우섭정왕으로 조정의 국사를 책임지고 있었으나 청나라의 모든 권한은 순치제 즉위 직후 이미 도르곤의 손아귀에 있었다. 이를 눈치챈 지르갈랑은 조정의 의결권까지 그에게 넘겨줌으로써, 도르곤은 단순히 어린 황제를 보필하는 섭정왕이 아닌 사실상의 황제로서 나라를 다스리기 시작하였다. 순치제가 즉위한 이듬해인 1644년(순치 원년) 4월, 숙친왕 호오거의 수하 하락회(何洛會)가 도르곤에게 밀고하였는데 호오거가 도르곤을 죽이고 자신이 섭정왕에 오를 것이라고 모함하였다. 이미 황위 계승을 놓고 호오거와 극심한 알력을 빚었던 도르곤은 이 말을 믿고 즉시 호오거를 체포, 숙친왕의 작위를 박탈하고 감옥에 가두었으며 그 당여들을 모두 처형하였다. 이 사건으로 도르곤은 자신의 부하들을 호오거가 거느리던 정황기와 양황기의 요직에 임명하며 청나라의 최정예 부대인 상삼기(上三旗)의 지휘권을 손에 넣었다. 이후 호오거는 백의종군으로 군공을 세워 같은 해 10월에 숙친왕으로 복작되어 1646년(순치 3년)에 사천 지역을 평정하는 전과를 올리지만 같은 해 3월 6일에 다시 죄를 받아 작위를 박탈당한 채 유금을 당하였으며, 1648년(순치 4년)에 연금에서 풀리지 못한채 사망하였다. 호오거 사후에 도르곤은 호오거의 아내를 자신의 잉첩으로 취하기도 하였다. 도르곤은 이렇게 자신에게 대항하던 이들을 제거하고 무소불위의 권력을 휘두를 발판을 마련하였다.
같은 해, 중원을 차지하고 있던 명나라는 이미 틈왕(闖王)을 자처한 이자성의 농민군에 의해 세력을 급격히 잃어갔고 이자성군은 수도인 북경에 다다르고 있었다. 1644년(순치 원년, 명 숭정 17년) 4월 21일 이자성의 군대는 북경성에 공격을 가하였고 그 다음날, 명나라의 마지막 황제 숭정제는 자금성 뒤의 후원인 매산에서 목을 매 자진하였다.
이로써 명나라는 1368년 주원장에 의해 건국된 이후 277년만에 그 종말을 고하였다. 청나라의 만주족 대신들은 지금이 중원을 차지할 호기라 주장하였으나 명나라의 항장(降將) 출신으로 청나라 조정에 출사하고 있던 홍승주나 범문정 등은 이자성이 먼저 북경을 함락하게 내버려두고 때를 기다렸다가 명나라 황제의 원수를 갚는다는 명분으로 이자성을 공격하자고 제안하였다. 하지만 명나라로 들어갈 가장 중요한 관문인 산해관(山海關)에는 총병관 오삼계가 버티고 있었다. 도르곤은 오삼계를 여러 차례에 걸쳐 설득하였으나 별 소득이 없었다. 그러나 북경을 함락한 이자성의 군사가 오삼계의 아버지와 애첩을 끌고갔다 하자 오삼계는 분노하였고 결국 청군과 손을 잡아 산해관의 빗장을 열었다. 이로써 청군은 아무런 전투도 벌이지 않고 손쉽게 산해관을 통과하여 중원 땅을 처음으로 밟게 되었다.
도르곤은 이 때 총사령관으로서 청군을 지휘하여 오삼계와 연합군을 결성하였고 결국 산해관 근처의 일편석(一片石)에서 이자성군과 대치하였다. 청군과 오삼계군은 이자성의 군대를 크게 격파하였고 이자성은 몰래 북경으로 돌아와 자금성에 불을 지르고 도망쳤다. 이렇게 도르곤은 1644년(순치 원년) 6월 5일, 북경성을 점령하고 황궁인 자금성을 장악하였다. 곧이어 자진한 숭정제의 장례를 후하게 치르고 그 유해를 명십삼릉에다 장사지내는 등 멸망한 명나라의 황실을 존중함과 동시에 북경의 백성들을 위무하였다. 그는 이어서 북경으로의 천도 작업을 서둘렀고 이자성에 의해 불탄 자금성을 복구하였다. 같은 해 10월 19일, 도르곤은 북경성 북문에서 황제인 순치제와 황족들을 맞이하고 열하루 뒤인 10월 30일에 순치제를 모시고 천단에서 제를 올려 이제 북경이 청나라의 수도가 되었으며 순치제가 새로이 중국의 천자가 되었음을 대내외에 선포하였다.

### 권력 강화와 대륙 통치

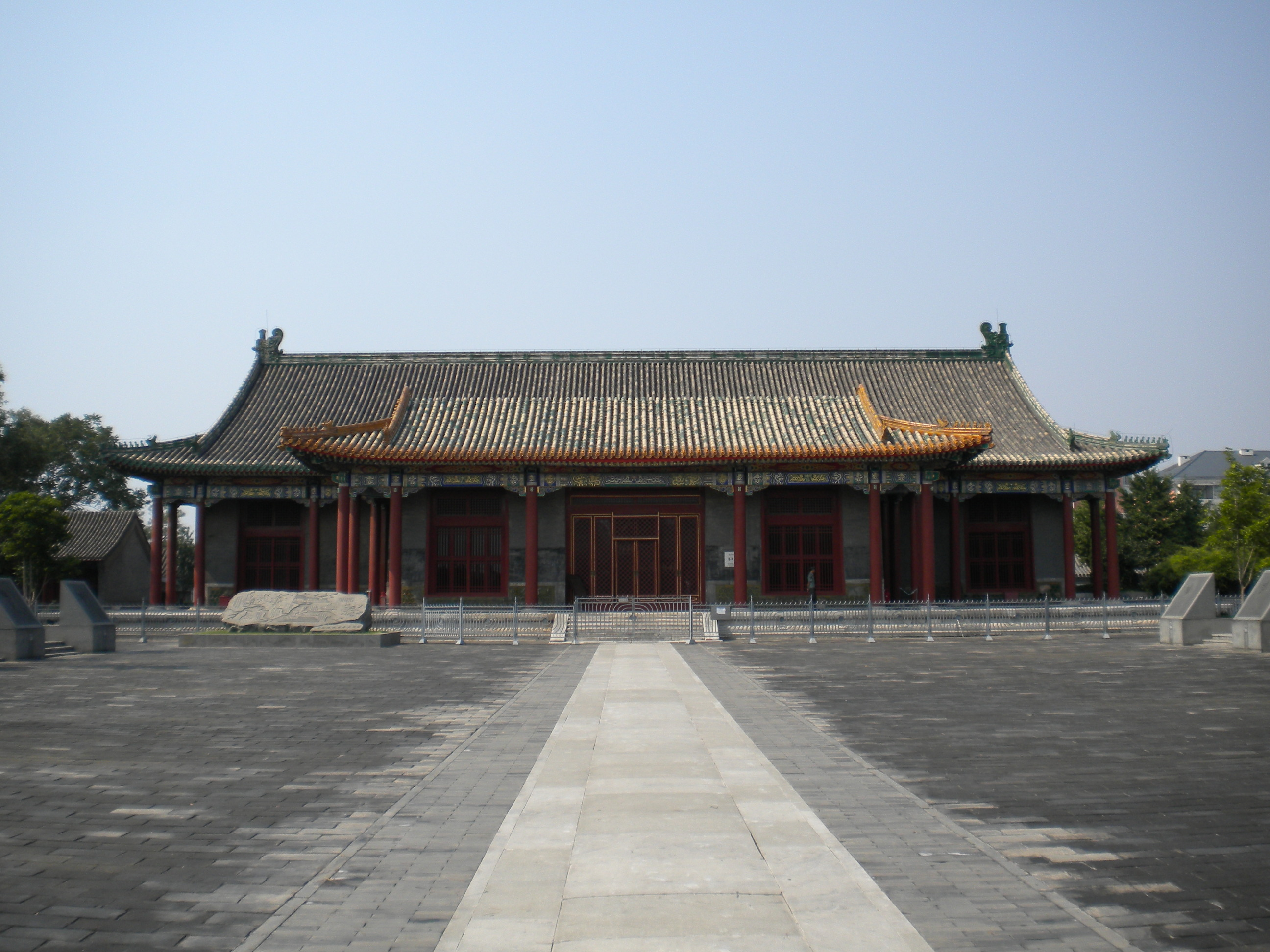
보도사(普度寺). 자금성 근처에 있으며 도르곤이 거주하던 예친왕부(睿親王府)를 개수하여 지은 절이다.

1644년(순치 원년) 11월 8일, 순치제는 자금성 태화전에서 다시 한번 즉위식을 가졌다. 여기서 순치제는 도르곤의 그간의 공적이 고대 중국의 주공 단과 같다며 크게 치하하였으며 도르곤의 칭호를 섭정왕에서 숙부섭정왕(叔父攝政王)으로 올렸다. 또다른 섭정왕이었던 지르갈랑은 보정숙왕(補政叔王)으로 제수하였는데, 이는 종전의 섭정왕보다 더 낮은 작위였다. 이듬해인 1645년(순치 2년)에 도르곤은 자신에게 올리는 모든 장계에 황숙부섭정왕(皇叔父攝政王)이라 일컫게 하는 등 스스로의 권한을 강화하는 동시에 옥좌에 한단계 더 다가설 수 있는 발판을 마련하였다. 말년인 1649년(순치 6년)에는 황부섭정왕(皇父攝政王)이라 자칭, 줄여서 황부왕이라 하였다. 도르곤이 숙부와 황부 등의 호칭에 크게 신경을 쓴 이유는 여러 황족들과 같이 친왕이나 군왕 등의 작위로 불리는 것보다 황제의 숙부로 공인받아 불리는 것이 더 격조가 있었기 때문이다. 1647년(순치 4년)에 도르곤은 지르갈랑을 권좌에서 끌어내리고 그의 작위인 정친왕을 정군왕(鄭郡王)으로 격하시켰으며, 공석이 된 보정숙왕에는 자신의 아우 도도를 앉히는 등 조정을 완전히 장악하였다. 또한 어릴 때 순장된 자신의 어머니 대복진 울라나라씨를 효열무황후로 추숭하여 자신의 정통성을 높였다.
북경에 들어온지 이틀 후, 도르곤은 칙령을 내려 관리들에게 앞머리를 깎고 변발을 하면 조정의 출사를 허용케 한다고 지시하였다. 그러나 도르곤은 3주 만에 이 정책을 취소하였는데 북경 주변 도처에서 단발을 거부하는 백성들의 민란이 연이어 일어났기 때문이다. 한편 도르곤은 북경 이북의 땅을 팔기군에게 하사하여 북경의 방위를 책임지도록 하였고 그에 대한 보답으로 북경 이북의 전답 또한 종전의 한인에게서 몰수하여 그들에게 나누어주었다. 이리하여 한족들은 새로이 지주가 된 만주족들에게 일정량의 곡물을 바치며 소작농으로 살아가야했다.
비록 청나라가 명나라의 수도 북경을 차지하였으나, 남쪽에는 여전히 명나라에 충성하는 신하들과 종친들이 건재하였다. 숭정제가 자살한 직후, 숭정제의 사촌인 복왕 주유송이 남경에서 황제로 즉위하고 연호를 홍광(弘光)으로 정하였다. 아직 청나라가 차지한 영토는 중원의 화북 지방에 그쳤기 때문에 도르곤은 친왕들과 여러 장수들을 남쪽의 전선으로 파견하여 명나라의 잔당을 토벌하게 하였다. 도르곤은 특히 자신의 친동생인 도도를 총사령관으로 내려보내어 남경을 압박하였고 결국 남경은 함락되고 도도는 청군에게 항거했던 백성들을 살육하는 양주 대학살을 감행하였다. 이로 인해 도르곤은 한족들에게 공포를 심어주었고 1645년(순치 2년) 7월 21일, 모든 한인에게 변발을 틀 것을 명하고 이를 거부하면 극형에 처할 것이라는 칙령을 내렸다. 한인들은 효경의 구절인 “신체발부, 수지부모, 부감훼상, 효지시야”를 들어 변발을 극렬히 반대하였다. 단발령은 한인들의 적개심을 더욱 키우는 결과를 가져왔고, 북경의 조정은 명나라에서 항복해 온 장수들을 앞장세워 항거하는 백성들을 참살하였다. 일부 한인 지식층은 산 속 깊숙이 은거하며 청나라의 중원 통치를 끝까지 부정하였다.

### 사망과 그 이후
도르곤은 이전의 송산성과 금주성 전투에서 부상을 입은 후, 극도의 피로감을 느끼며 자주 각혈과 중풍을 앓았다. 1648년(순치 4년), 도르곤의 위세를 두려워한 신료들이 도르곤의 건강을 핑계로 들어 순치제에게 도르곤의 신하의 예를 생략할 것을 주청하였고 순치제는 이를 허락하였다. 그럼에도 불구하고 도르곤의 병세는 점점 악화되어갔는데, 국사에 전념하며 사실상의 황제로서 청나라를 통치하느라 피로가 가시지 않았고 이로 인해 건강을 회복할 시간이 없었다.
1650년(순치 7년) 12월 8일, 도르곤은 카라호툰(중국명 열하(熱河))으로 친왕, 군왕, 패륵, 패자 등을 이끌고 사냥을 나갔다. 그러나 사냥을 나간 사이 갑자기 병세가 위중해져 북경을 떠나고 23일 뒤인 12월 31일에 카라호툰 성에서 39세의 나이로 급사하였다. 위특(魏特)의 《탕약망전》(湯若望傳)에는 사냥 중 넘어져 부상을 입고 사망한 것으로 기록되어 있으며, 담천(淡遷)의 《북유록》(北游錄), 〈기문〉(紀聞)에는 무릎관절이 벗겨지는 부상을 입었는데 약을 잘못 복용하여 사망한 것으로 적혀있다. 순치제는 도르곤의 죽음을 애도하며 그의 장례를 국상으로 하며 황제의 격에 따라 치르도록 하라고 지시하였다.
도르곤이 죽고 난 후 도르곤을 추종하던 신료들은 순치제에게 상소를 올려 황부섭정왕 도르곤을 황제에 추숭하여야 한다고 주장하였다. 비록 도르곤이 죽었으나 명목상으론 여전히 실권이 없던 순치제였기에 그 주장에 따랐고 결국 순치제는 도르곤이 사망한지 며칠 후 도르곤에게 성종(成宗)의 묘호와 무덕수원광업정공안민입정성경의황제(懋德修遠廣業定功安民立政誠敬義皇帝)의 시호를 올려 황제에 추숭하였으며 그의 장례를 국상으로 치루었다. 그러나 도르곤의 국상을 치르고 한달 반 후, 도르곤의 수하에 있던 정백기와 양백기의 장군들이 도르곤의 형인 영친왕 아지거를 새로이 섭정왕으로 모시고 자신들은 조정의 요직을 차지하려 도모했다가 발각되는 사건이 있었다. 이러한 사건은 도르곤에 의해 실각되었던 정군왕 지르갈랑에게 호기가 되었으며 곧 도르곤에게 불만을 품고 있던 대신들과 팔기군의 장수들을 규합하기 시작하였다. 아지거는 이에 자진하였고 역모에 관련되어 있던 정백기와 양백기의 장수는 모두 처형되었다. 1651년(순치 8년) 2월 1일, 지르하란은 친왕의 작위를 회복함과 동시에 순치제에게 대권을 봉환하였고, 14살의 순치제는 그날로 친정을 개시하였다.
얼마 후, 지르하란은 순치제에게 도르곤이 섭정왕으로서 전횡을 휘두르고, 황제만 입을 수 있는 황포를 수시로 입었으며, 또한 순치제의 이복형인 호오거를 모함하여 옥사하게 하고 자신은 그 첩을 취하였다는 등을 쓴 장문의 상소를 올렸다. 순치제는 이에 격노하여 도르곤의 묘호와 시호를 모두 추탈하고 황실 대동보에서 그의 이름을 제명하였으며, 태묘에 봉안된 그의 신주를 내쳤다. 또한 그의 능을 파헤치고 관을 꺼내어 그 시체를 황야에다 버리고 몽둥이로 시체를 수십 차례 때리는 형벌을 내렸으며 그 유해의 머리를 잘라서 각지마다 그 머리를 돌려 효수하게 하는 등 도르곤에 대한 순치제의 적개심은 매우 컸다.

## 추증
도르곤은 이후 순치제의 아들인 강희제 연간에 가서야 신원되었으나, 여전히 황족으로서의 신분을 완전히 회복하지 못하였다. 이후 1778년(건륭 43년), 건륭제는 비록 소인들의 간계에 빠져 전횡에 휘둘렀으나 개국에 큰 공이 있으므로 개국 당시 활약했던 다이샨이나 동생 도도 등과 같이 태묘에 배향됨과 동시에 도르곤에게 예친왕의 작위를 다시 내리고 시호로 충(忠)을 붙여 예충친왕(睿忠親王)으로 추증하였다. 도르곤은 생전 아들을 두지 못하여 동복아우인 도도의 셋째 아들 도르보를 양자로 들였고 세월이 흘러 건륭제가 도르곤을 추증할 때 도르보의 5세손인 순영(淳潁)으로 하여금 예친왕으로 봉하여 그 후사를 잇게 하였다.

## 평가
도르곤은 주로 섭정왕 당시의 행적에 대해 많은 비판이 따르고 있다. 예수회 선교사인 마르티노 마티니(중국명 위광국(衛匡國))는 자신의 저서 《타타르 전기》에서 위아래 모두 도르곤의 위세를 두려워하며 그를 감히 직접 마주하여 말을 꺼내지 못하였고, 그가 외출하였다 돌아올 시에는 백관이 정렬하여 그를 알현하였다며 도르곤의 위세를 좋게 보지 않았다. 《조선왕조실록》 〈효종실록〉에서는 정친왕 지르갈랑이 순치제에게 아뢰기를 도르곤이 숙부로서 맹세를 어기고 권력을 자행하고 스스로 황제의 아버지를 자처하는 등 도를 넘은 전횡을 휘둘렀다고 비판하였다. 또한 숙친왕 호오거를 모함하여 죽이고 그 부인을 차지하는 등 패륜을 저질렀으며 좋아하는 사람에겐 한없이 높은 관직을 주었으나 싫어하는 자는 내치거나 턱없이 낮은 관직을 주는 등 붕당을 형성했다고도 하였다.
중국의 역사학자 샤오이산(蕭一山)은 청나라에 의한 중국 통일에 도르곤의 섭정이 중요한 요소 중의 하나로 작용하였다고 평가하였다. 중국의 역사학자 옌총니엔도 비록 도르곤이 명-청 교체기에 중요한 역할을 하였고 개국에 큰 공이 있던 것은 사실이나, 권력욕이 강하여 황부라는 극존칭까지 자칭하는 등 죽을 때까지 조카이자 황제인 순치제를 유명무실하게 만들었다고 평가하였다. 미국의 역사학자 프레드릭 모트 역시 도르곤이 비록 훌륭한 정치가요 용맹한 장군이었으나 섭정왕에 오른 뒤 오만방자해졌으며 그 오만함이 황족들과 대신들의 불안감을 야기하여 결국 도르곤 사후 그의 모든 명예를 추탈하는데 큰 일조를 하였다고 지적하였다.

## 가족 관계
도르곤은 정비인 원비를 비롯하여 10명의 부인과 첩을 두었으나, 후사를 보지 못하여 조카인 도르보를 양자로 들였다.

### 부인과 잉첩
- 경효충공정궁원비 보르지기트씨(敬孝忠恭正宮元妃 博爾濟吉特氏, 1611년 ~ 1649년) - 시호는 경효충공의황후(敬孝忠恭義皇后). 순치제의 생모인 효장문황후의 사촌언니.
- 계복진 퉁기야씨(繼福晉 佟佳氏) - 상서 몽아도(蒙阿圖)의 딸
- 계복진 보르지기트씨 - 이름 찰이망(紮爾莽). 찰로특부 태길 근두이(紮魯特部 台吉 根杜爾)의 딸.
- 계복진 보르지기트씨 - 커얼친 태길 납포희서(拉布希西)의 딸
- 계복진 보르지기트씨 - 커얼친 태길 색낙포(索諾布)의 딸, 숙친왕 호오거의 정복진.
- 계실 대복진 이씨 (大福晉 李氏, 1635년 ~ 1662년) - 조선 출신, 종실 금림군 이개윤(錦林君 李愷胤)의 딸, 의순공주(義順公主).
- 측복진 궁기트씨(側福晉 公齊特氏): 차하르 태길 포연도(布延圖)의 딸
- 측복진 보르지기트씨: 태길 두사갈이탁농(杜思噶爾卓農)의 딸
- 측복진 기이모트씨(側福晉 濟爾莫特氏) : 방도무(幇圖武)의 딸
- 측복진 이씨(側福晉 李氏) - 조선 여인, 이세서(李世緖)의 딸.
- 오이고예(吳爾庫霓) : 커얼친친왕 오극선(吳克善)의 노비, 도르곤 사후 순장.

### 자녀
- 예친왕 도르보(睿親王 多爾博, 1643년 ~ 1673년) - 동생 예친왕 도도의 5남. 도르곤의 후사를 위해 출계함.
- 동아격격(東莪格格) - 측복진 이씨 소생.

## 주해
1. ↑  누르하치가 후금 건국 직후 임명한 네 명의 팔기군 기주(旗主)를 일컫는 말로, 정홍기를 예하로 둔 누르하치의 차남 다이샨, 양람기를 관장한 누르하치의 조카로 슈르하치의 차남 아민, 정람기를 손에 쥔 누르하치의 5남 망골타이, 그리고 양황기의 기주 홍타이지이다.
2. ↑  팔기군 중 정황기, 양황기, 그리고 정백기를 일컫는다.
3. ↑  身體髮膚，受之父母，不敢毁傷，孝之始也. 몸과 머리, 피부는 부모로부터 물려받았으니 이를 다치지 않게 하는 것이 모든 효의 시작이다.

## 같이 보기
- 입팔분공

## 참고 자료
- 《청사고》(淸史稿) 권218 - 〈예충친왕열전〉(睿忠親王列傳)
- 《청사고》 권2, 권3 - 〈태종문황제본기〉(太宗文皇帝本紀)
- 《청사고》 권4, 권5 - 〈세조장황제본기〉(世祖章皇帝本紀)